# Passy (Saône-et-Loire)
Passy ist eine französische Gemeinde mit 70 Einwohnern (Stand: 1. Januar 2022) im Département Saône-et-Loire in der Region Bourgogne-Franche-Comté (vor 2016 Bourgogne). Die Gemeinde gehört zum Arrondissement Mâcon und zum Kanton Cluny (bis 2015: Kanton Saint-Gengoux-le-National).

## Geografie
Passy liegt etwa 42 Kilometer nordwestlich von Mâcon und etwa 32 Kilometer südwestlich von Chalon-sur-Saône.
Nachbargemeinden von Passy sind Saint-Marcelin-de-Cray im Norden, Sigy-le-Châtel im Nordosten, Sailly im Osten und Süden, Saint-Martin-de-Salencey im Süden und Südosten sowie Chevagny-sur-Guye im Westen.

## Bevölkerungsentwicklung
| Jahr                      | 1962 | 1968 | 1975 | 1982 | 1990 | 1999 | 2006 | 2011 | 2016 |
| Einwohner                 | 110  | 98   | 85   | 87   | 68   | 74   | 69   | 56   | 63   |
| Quelle: Cassini und INSEE |      |      |      |      |      |      |      |      |      |

## Sehenswürdigkeiten

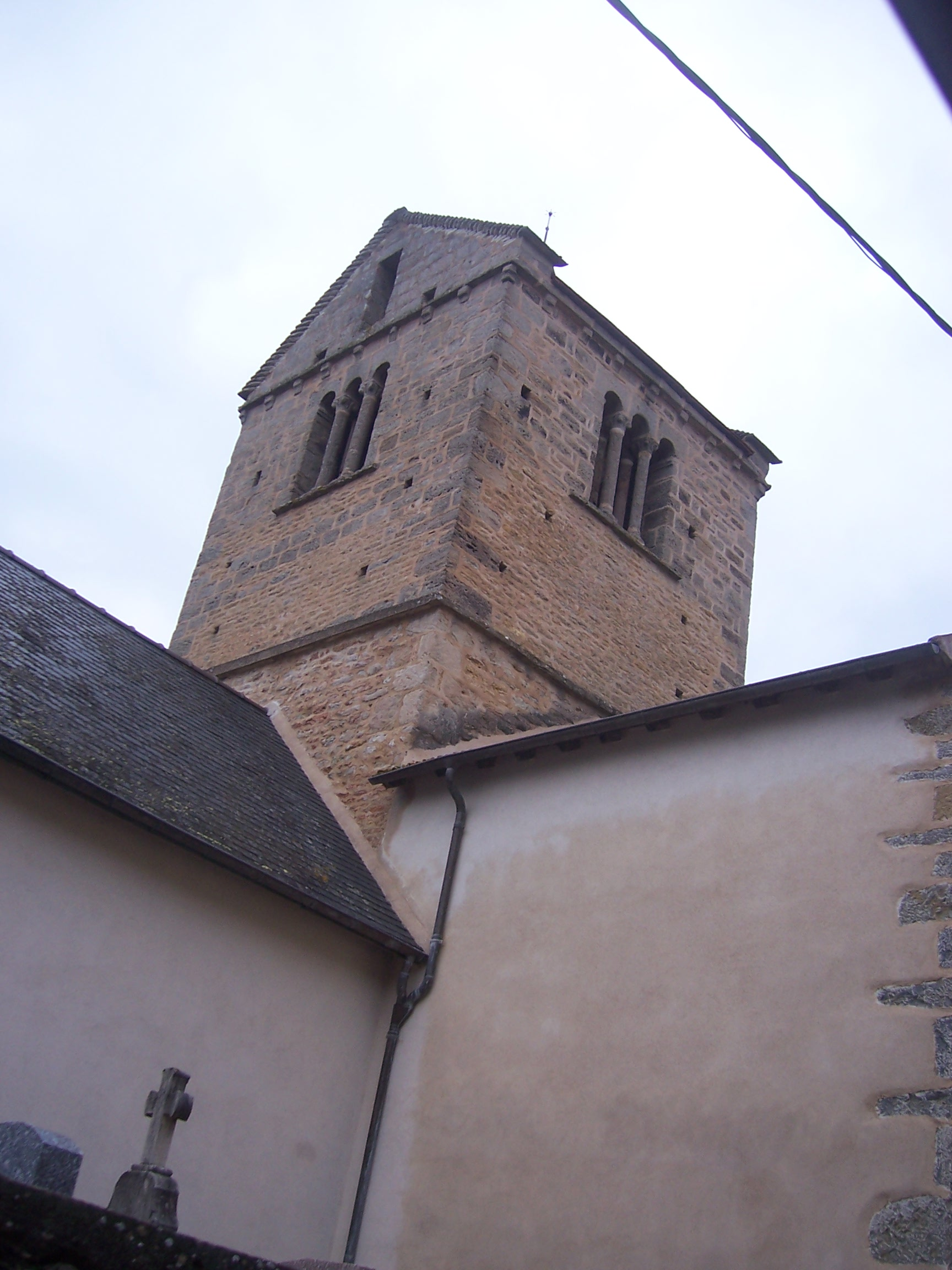
Kirche Saint-Roch

- Kirche Saint-Roch